# 서동원 (1975년)
서동원(徐東源, 1975년 8월 14일 ~ )은 대한민국의 전직 축구 선수로 포지션은 수비형 미드필더였다. 과거 부산 아이파크 소속으로 활약하였으며 동명이인의 축구 선수 1973년생 서동원이 있다.

## 개요
서울특별시 출생으로 영도중학교, 수도전기공업고등학교, 연세대학교를 졸업하였다. 날이 선 강력한 슈팅으로 골을 만들어 '캐넌 슈터'라는 별명을 얻었다.

## 클럽 경력
1998년 대전 하나 시티즌에서 데뷔하여 2001년 수원 삼성 블루윙즈로 옮겼지만 이렇다 할 활약을 보이지 못하며 그 해 전북 현대 모터스로 다시 이적하였다.
이후 2003년 김천 상무에 입대해 2005년 군 복무를 마치고 전북으로 복귀하였다가 인천 유나이티드로 이적하여 그 해 2005 시즌 준우승에 공헌하였다.
그 뒤 2006년 7월 성남 FC로 이적하여 그 해 K-리그 우승 등에 공헌했고 2008년 6월 부산 아이파크로 이적하여 2010년까지 활동했다.

### 국가대표팀 경력
1998년 1월 25일, 태국에서 열린 킹스컵에서 덴마크와의 경기로 A매치 데뷔전을 치렀으며 A매치 8경기에서 1골을 기록했다.

## 플레이 스타일
강한 체력과 지구력을 바탕으로 미드필드 싸움을 주도하며 '살림꾼' 역할을 충실히 수행한다. 상황에 따라서는 스위퍼에서 최전방 공격수에 이르기까지 폭넓게 활용되는 '올라운드 플레이어' 역할을 맡기도 한다.
강하고 정교하여 문전을 향하는 날카로운 프리킥과 강력한 대포알 슈팅, 적재 적소에 볼을 배급하는 공격 지원 능력까지 갖추고 있어 상대에게 공격수보다 더 무서운 존재가 되기도 한다.

## 경력 목록

### 클럽 경력
- 1998년 ~ 2000년  대전 시티즌
- 2001년  수원 삼성 블루윙즈
- 2001년 ~ 2002년  전북 현대 모터스
- 2003년 ~ 2004년  광주 상무 불사조 (군복무)
- 2005년 ~ 2006년  인천 유나이티드
- 2006년 ~ 2007년  성남 일화 천마
- 2008년 ~ 2010년  부산 아이파크

## 수상 내역

### 클럽

#### 수원 삼성 블루윙즈
- 아디다스 컵 우승 1회 (2001년)
- 아시아 클럽 챔피언십 우승 1회 (2001년)

#### 전북 현대 모터스
- 아시안 컵 위너스컵 준우승 1회 (2002년)

#### 인천 유나이티드
- K리그 준우승 1회 (2005년)

#### 성남 일화 천마
- K리그 우승 1회 (2006년)
- K리그 준우승 1회 (2007년)